# Wolfgang Gröbner
Wolfgang Gröbner (2 de febrero de 1899 en Gossensaß - 20 de agosto de 1980) fue un matemático y librepensador austríaco, que trabajó principalmente en el campo del álgebra conmutativa y la geometría algebraica. Su nombre está asociado a las bases de Gröbner y la dualidad de Gröbner.

## Biografía
Gröbner nació en Tirol del Sur y asistió al Internado jesuita de Feldkirch. Después de participar en la Primera Guerra Mundial en el Frente Italiano, en 1917, estudió ingeniería mecánica en la Universidad Tecnológica de Graz. Después de la muerte de su hermano en un accidente de motocicleta, Gröbner, que todavía era profundamente religioso en ese momento, cayó en una crisis; esto llevó a una ruptura con la Iglesia Católica. Se casó y se cambió a las matemáticas en 1929 porque, en sus palabras, "rechazaba cualquier autoridad fuera de la propia mente". En 1932 recibió su doctorado con el tema Ein Beitrag zum Problem der Minimalbasen en la Universidad de Viena bajo Philipp Furtwängler (otro de sus maestros fue Wilhelm Wirtinger). Por recomendación de Furtwängler, pasó dos semestres como Post Doc en Göttingen, por ese entonces, un importante centro de investigación matemática, donde desarrolló su concepto de dualidad de Gröbner y la teoría de ideales irreducibles en anillos conmutativos, inspirado por Emmy Noether. Fue capaz de hacerlo de una manera mucho más transparente que en los resultados originales de Francis Macaulay (Sistemas modulares, 1916).
En 1933 regresó a Austria, pero no pudo encontrar un empleo, por lo que trabajó en el hotel de sus padres y como ingeniero en pequeñas centrales eléctricas, hasta que Mauro Picone, un huésped italiano, le consiguió un trabajo en el Instituto de Matemática Aplicada de Roma. Después de que Italia se anexara el Tirol meridional tuvo que abandonar Italia en 1939. Primero trabajó en la oficina editorial de la Fortschritt der Mathematik en Berlín y se convirtió en profesor asociado en Viena en 1941. Durante la guerra trabajó bajo las órdenes de Gustav Doetsch en el departamento de Matemáticas del Instituto de investigación aeronáutica Hermann Göring en Braunschweig. Gröbner participó en la creación de tablas integrales y en responder preguntas matemáticas con fines militares y aeronáuticos. Después de la guerra, se interesó en la teoría algebraica de ecuaciones diferenciales (no lineales) y su teoría de perturbaciones a través de series de Lie, especialmente en álgebra computacional y mecánica celeste, incluido el cálculo de órbitas de cohetes (para estas investigaciones también recaudó fondos de la NASA y el ejército de los Estados Unidos). No tomó su cátedra asociada en Viena después de la guerra. Como no había sido miembro del NSDAP, se le consideraba libre de cargas. En lugar de Gröbner, Johann Radon se mudó de Innsbruck a Viena. En 1947 Gröbner se convirtió en profesor en Innsbruck, cargo que ocupó hasta su jubilación en 1970. Murió en 1980 después de un derrame cerebral.
Las bases de Gröbner fueron desarrolladas en 1965 en la disertación de su estudiante Bruno Buchberger,que nombró a la nueva construcción en honor a su mentor W. Gröbner. Desde 1944 Gröbner publicó con Nikolaus Hofreiter el amplio panel integral.
Gröbner fue un representante de una metafísica racional y repitió su crítica de la Iglesia Católica y la religión cristiana no sólo en escritos y conferencias también en un seminario Grenzproblem en la Universidad de Innsbruck. Esto llevó a feroces críticas de la Iglesia Católica, que describió el seminario como poco académico y blasfemo, y Gröbner, que pertenecía a la Facultad de Filosofía, se vio obligado a abandonar el seminario en 1964 después de la presión masiva de la Facultad de Teología. En retrospectiva, Gröbner describió la disputa en la década de 1970 como una lucha cultural de profesores liberales contra la "facultad jesuita" y la comparó con la disputa de Kant entre las facultades.
Gröbner tuvo varias hijas. Su hija Waltraud, nacida en 1931, recibió su doctorado y se casó en historiador y profesor de Heidelberg, Fritz Gschnitzer

## Premios
1969: Medalla Wilhelm Exner

## Obras seleccionadas
- Über eine neue idealtheoretische Grundlegung der algebraischen Geometrie, Mathematische Annalen, Band 115, 1938, S. 333–358
- Moderne algebraische Geometrie. Die idealtheoretischen Grundlagen, Springer 1949
- Über die idealtheoretische Grundlegung der algebraischen Geometrie, Proc. ICM Amsterdam 1954, Band 3, 1956, S. 447–456

- con Ferdinand Cap: The Three-Body Problem Earth-Moon-Spaceship, en: Astronautica Acta, Band 5, 1959, S. 287–312
- Die Lie-Reihen und ihre Anwendungen, VEB Deutscher Verlag der Wissenschaften, Berlín, 1960
- con Nikolaus Hofreiter: Integraltafel, 2 volúmenes, 3ª edición, Springer 1961
- Matrizenrechnung, BI Hochschultaschenbücher, Bibliographisches Institut, Mannheim 19966
- Mathematische Methoden der Physik (BI Hochschultaschenbücher). Bibliographisches Institut, Mannheim 1964, 1965 (2 vols., junto con Peter Albin Lesky).
- Método de la serie de Lie (BI Hochschultaschenbuch; 802). bibliographisches Institut, Mannheim 1967 (con H. Knapp).
- Geometría algebraica. Bibliographisches Institut, Mannheim 1969/70 (2 vols.).

1. Teoría aritmética de anillos polinómicos. 1969 (BI Hochschultaschenbuch; 737).
2. Teoría general de anillos y cuerpos conmutativos. 1970 (BI Hochschultaschenbuch; 273).

- Über die idealtheoretische Grundlegung der algebraischen Geometrie, Wissenschaftliche Buchgesellschaft, Wege der Forschung, 1972
- Differentialgleichungen, 2 volúmenes, Bibliographisches Institut, Mannheim 1977